# Бибб, Уильям Уайатт
Уильям Уайатт Бибб (англ. William Wyatt Bibb) (2 октября 1781 — 10 июля 1820) — сенатор от Джорджии и первый губернатор Алабамы. В честь него были названы округа Бибб в Алабаме и Джорджии.
Был членом Демократическо-республиканской партии. С августа 1817 года по декабрь 1819-го — единственный губернатор территории Алабамы, а с 1819 г. по июль 1820 г. — первый губернатор штата Алабамы.

## Ранние годы
Уильям Уайатт Бибб родился 2 октября 1781 года в округе Амилия (Виргиния). Отец — офицер, участвовавший в Войне за независимость США за Континентальную армию, а также член Генеральной ассамблеи Виргинии — законодательного органа штата .
Примерно в 1784 году Уильям Бибб — старший переехал вместе с семьёй в Джорджию, сопровождая генерала Джорджа Мэтьюза — героя сражения при Брендивайне.
Предполагается, что Бибб находился на домашнем обучении, а после учился в колледже Вильгельма и Марии в Уильямсберге. Получил медицинское образование в Пенсильванском университете (Филадельфия), а в 1801 году — степень доктора медицины. Позже вернулся в Джорджию и работал по специализации. В 1803 году женился на Мэри Фриман.

## Политическая карьера

### Джорджия
В 1802 году, в возрасте 21 года, был избран в Палату представителей Джорджии; в должность вступил в 1803 году и пробыл в Палате один двухлетний срок — до 1805 года. Позже был избран в 9-й Конгресс США от Демократическо-республиканской партии, заменив подавшего в отставку Томаса Сполдинга; в итоге был переизбран ещё четыре раза до 6 ноября 1813-го.
После отставки Уильяма Кроуфорда законодательное собрание Джорджии избрало Бибба в Сенат США, где он представлял штат до 9 ноября 1816 года.

### Алабама
В 1817 году Джеймс Монро, пятый президент США, назначил Бибба губернатором недавно образованной территории Алабамы, которая была сформирована из территории Миссисипи. 14 декабря 1819 года Алабама стала 22-м штатом США — Бибб был избран губернатором (8 342 голоса), обогнав Уильямса Мармадьюка (7 140 голосов).
Основной задачей Бибба было формирование правительства штата. Местом проведения конституционного собрания был назначен город Хантсвилл, а столицей — Кахаба. 
Основал милицию Алабамы (ныне — Национальная гвардия штата) и положил начало судебной системы штата (принцип назначения верховных судей и организация заседаний).
Генри Хичкок, избранный первым Генеральным прокурором Алабамы, занимал должность секретаря штата. Вскоре новым секретарём был избран Томас Роджерс. Первый созыв заксобрания проходил с 25 октября по 17 декабря 1819 года. Уильям Кинг и Джон Уокер стали первыми сенаторами США, избранными от штата.
Бибб — один из трёх политиков, занимавших в разное время пост губернатора одного штата и сенатора другого. Среди них: Сэм Хьюстон, шестой губернатор Теннесси и сенатор от Техаса; Митт Ромни, 70-й губернатор Массачусетса и сенатор от Юты.

## Смерть
В 1820 году Бибб упал с лошади во время сильной грозы. 10 июля он умер от разрыва внутренних органов в возрасте 38 лет. Его брат, Томас Бибб, на тот момент был председателем местного Сената — после смерти Уильяма он исполнял обязанности губернатора до конца срока.
Уильям Бибб был похоронен в Кусаде.
В честь столетия Алабамы в 1921 году его портрет был отчеканен на памятной полдолларовой монете.